# 利索韋 (科留科夫卡區)
51°54′10″N 32°28′46″E / 51.90278°N 32.47944°E
利索韋（烏克蘭語：Лісове），是烏克蘭北部的村莊，隸屬切爾尼希夫州的科留基夫卡區。該村始建於1919年，面積0.16平方公里，海拔高度156米，2001年人口21，人口密度每平方公里132.1人。